# Otopheidomenidae
Famille
Les Otopheidomenidae   sont une famille d'acariens Mesostigmata. Elle contient six genres et 60 d'espèces.
Les Treatiinae Wainstein, 1972 & Katydiseiinae Fain & Lukoschus, 1983 sont inclus.

## Classification
- Eickwortius Zhang, 1995
- Entomoseius Chant, 1965
- Hemipteroseius Evans, 1963
- Katydiseius Fain & Lukoschus, 1983
- Nabiseius Chant & Lindquist, 1965
- Orthopteroseius Mo, 1996
- Otopheidomenis Treat, 1955 synonymes Noctuiseius Prasad, 1968 & Subnoctuiseius Prasad, 1987
- Prasadiseius Wainstein, 1972 synonymes Neoprasadiseius Prasad, 1987 & Subprasadiseius Prasad, 1987
- Treatia Krantz & Khot, 1962